# عادل سمارة
عادل إبراهيم محمد سمارة ويشتهر عادل سمارة (مواليد 29 يناير 1944 في بيت عور الفوقا، رام الله، فلسطين) هو كاتب فلسطيني.

## دراسته
درس لمدة عامين (1963–65) في الجامعة اللبنانية بكلية الحقوق والعلوم السياسية في الصنائع ببيروت، لكنه لم يكمل دراسته هناك نظرًا لاعتقاله عدة مرات في فترة الحكم الأردني حيث كان عضوا في حركة القوميين العرب ومنظمة أبطال العودة.
حصل على الماجستير في الفلسفة (في الاقتصاد السياسي والتنمية) من جامعة إكزتر في بريطانيا عام 1987، وعلى الدكتوراه في الفلسفة (في الاقتصاد السياسي والتنمية) من جامعة إكزتر أيضًا عام 1991.

## حياته العملية
عمل بين عامي 1991 و1993 مستشارا اقتصاديا، ثم عملت مستشارًا اقتصاديًا للأونروا عام 1994-95، لكنه لم يستمر بها لرفضه المشاركة في مفاوضات بروتوكول باريس الاقتصادي. ثم عمل منذ عام 1993 وحتى 2015 رئيس تحرير لمجلة كنعان الورقية. لم يعمل سمارة في التعليم لرفض مختلف الجامعات توظيفه لمواقفه النقدية.

## حياته السياسية
انتمى لحركة القومين العرب عام 1963 بعد إصابته برصاصة أثناء الظاهرات لضم الآردن للوحدة الثلاثية، وسجن لـ6 أشهر. اعتقل أثناء دراسته في الجامعة اللبنانية ببيروت لكونه عضوا في حركة القوميين العرب ومنظمة أبطال العودة، ويوم 15 ديسمبر 1967، اعتقل مع مجموعات من الجبهة الشعبية حتى عام 1973. اعتقل لمدة شهر على يد سلطة الحكم الذاتي الفلسطيني عام 1998 ضمن مجموعة بيان العشرين، حيث أصدروا بيانًا ينقد ياسر عرفات.
في 2016، وجهت إليه النيابة العامة تهمة التشهير والذمّ بحق مواطنة. وقد عبَرّت الجبهة الشعبية لتحرير فلسطين تضامنها ودعمها مع سمارة، لمواقفه في مواجهة التطبيع، ورفضها للمحاكمة. كما وصف الحزب الاشتراكي المصري أن وقائع المُحاكمة هزلية ومُلفقة.

## مؤلفاته

### بالعربية
- أزمة الثورة العربية، 1980[7]
- احتجاز التطور، دمشق، 1990[8][9]
- اقتصاد المناطق المحتلة: التخلف يعمق الإلحاق، صلاح الدين، 1975[10]
- اقتصاد تحت الطلب: دراسة في محوطة اقتصادي الضفة والقطاع عبر التبادل مع المجموعة الأوروبية، مركز الزهراء للدراسات والأبحاث، 1989[11]
- اقتصاديات الجوع في الصفة والقطاع، دار مفتاح، 1979[12]
- اقتصاد الضفة والقطاع من احتجاز التطور إلى الحماية الشعبية، 1988[13]
- الاقتصاد السياسي للصهيونية: المعجزة والوظيفية، دروب للنشر والتوزيع، 2011[14]
- البريسترويكا، حرب الخليج والعلاقات العربية السوفياتية: النظام العالمي يعيد إنتاج نفسه، مركز إحياء التراث العربي، 1991[15]
- البنك الدولي: المانحون والمادحون: دراسة في تبعية واعادة تثقيف الفلسطينيين، مركز المشرق، العامل للدراسات الثقافية والتنمية، 1997[16][17]
- التدمير الذاتي، الناصرة نموذجا: جذور الصراع وخفاياه في ساحة شهاب الدين (تأليف أحمد أشقر، تقديم عادل سمارة)، المشرق، العامل للدراسات الثقافية والتنموية، 2000[18]
- التطبيع يسري في دمك، مركز المشرق، العامل للدراسات الثقافية والتنموية، 2011[19][20]
- التنمية بالحماية الشعبية، مركز الزهراء، القدس، 1990[21]
- الثورات: نظرة وقراءة.. لا استدارة للخلف[22]
- الحرب العراقية الإيرانية: خلفيات وأبعاد، 1980[23]
- الحماية الشعبية، دار كنعان للدراسات والنشر، 1988[24]
- الديمقراطية، الإسلام السياسي واليسار، مركز الزهراء، 1994[25]
- الرأسمالية الفلسطينية: من النشوء التابع إلى مأزق الاستقلال، القدس، 1991[26]
- الصراع السياسي في الوطن العربي، بيت لحم، 1976[27]
- الفقر، العمل، والمراة.. ضد المرأة، مركز الشرق للدراسات التنموية والثقافية، 1996[28]
- اللاجئون الفلسطينيون بين: حق العودة واستدخال الهزيمة، 2000[29]
- اللاجئون واستدخال الهزيمة: قراءة في تخليع حق العودة، دار الكنوز الأدبية، 2001[30]
- المثقف المشتبك والعمليات الفردية: روافع لتجاوز الأزمة إلى باسل الأعرج، بيسان للنشر والتوزيع، بيروت، 2019[31]
- المحافظية الجديدة وظلال يهو/صهيو/تروتسكية، المشرق العامل للدراسات الثقافية والتنموية، 2014[32][33]
- المسألة الفلسطينية: النضال الموحد لمواجهة دولة التسوية، 1977[34]
- المستضعفون وصد التسوية، مركز الزهراء للدراسات والأبحاث، 1993[35]
- بيان اشتراكي عربي: نحو حركة عربية موحدة، مركز المشرق، العامل للدراسات الثقافية والتنموية، 2003[36]
- تأنيث المرأة بين الفهم والإلغاء، مركز المشرق، العامل للدراسات الثقافية والتنموية، 2011[37]
- تحت خط 48: عزمي بشارة وتخريب النخبة الثقافية كمشورات، مكتبة بيسان، بيروت، 2015[38]
- تحت خط 48، عزمي بشارة وتخريب دور النخبة الثقافية، بيسان للنشر والتوزيع، 2016[39]
- ثورة مضادة، ارهاصات، أم ثورة! فضاءات للنشر والتوزيع، عمّان، 2013[40]
- حدود البعد الثقافي
- دفاعا عن دولة الوحدة: إفلاس الدولة القطرية: رد على محمد جابر الانصاري، مركز المشرق، العامل للدراسات الثقافية والتنموية، 2004[41][42]
- رقيق العصر: رسالة إلى الطبقة العاملة المحلية[43]
- في القطرية والقومية والإشتراكية: مقدمات في تفكيك مفاصل الدولة القطرية، مركز المشرق العامل للدراسات الثقافية والتنموية، 2009[44]
- في مواجحة كامب ديڤيد، منشورات مفتاح، 1978 (تأليف مشترك)[45]
- مأزق مالي/سياسي، القدس[46]
- مثقفون في خدمة الآخر!: بيان ال55 نموذجا، مركز المشرق، العامل للدراسات الثقافية والتنموية، 2003[47]
- مساهمة في «الإرهاب»: الإرهاب طبعة من الحرب الرسمية، وطبعة من المقاومة الشعبية، مركز المشرق، العامل للدراسات الثقافية والتنموية؛ مؤسسة فلسطين للنشر، 2006[48]
- مستقبل منظمة التحرير الفلسطينية، كحاضنة وطنية للشعب الفلسطيني، القدس، 1995[49]
- نحو نموذج تنموي مقترح للمناطق المحتلة، مركز العمل التنموي، معا، 1992[50]
- نقد الثقافوية البرجوازية الكولونيالية في أطروحات إدوارد سعيد، مركز المشرق العامل، للدراسات الثقافية والتنموية، 2000[51]
- وقائع اليوم الدراسي الأول بعنوان نظرة إلى التنمية الزراعية في الأراضي المحتلة: الفندق الوطني، القدس، 1991
- منظمات غير حكومية: أم قواعد للآخر؟ NGOs، مركز المشرق، العامل للدراسات الثقافية والتنموية، 2003[52]

### بالإنجليزية
- Arab integration: a 21st century development imperative[53]
- Beyond de-linking: development by popular protection vs. development by state، المشرق للدراسات، 2005[54]
- Imprisoned ideas: a discussion of Palestinian, Arab, Israeli, and international issues، المشرق للدراسات، 1988[55]
- Industrialisation in the West Bank, 1967-1989، المشرق للدراسات، 1992[56]
- Palestine :profile of an occupation، الولايات المتحدة، 1989[57]
- Palestine's second Intifada (تأليف مشترك)، لندن، 2000[58]
- Palestine refugees between the right of return and internalization of defeat[59]
- Political Islam: fundamentalism or national struggle? :a materialist critique، المشرق للدراسات، 1995[60]
- Stand-by economy: a study on the peripheralization of the West Bank and Gaza Strip economies by exchange with the EEC[61]
- The political economy of the West Bank, 1967-1987 : from peripheralization to development، 1988[62]
- Women vs. capital: the socio-economic formation in Palestine، المشرق للدراسات، 1996[63]

## روابط خارجية
- مقالاته على موقع نبض الوعي العربي